# 국도 제121호선 (일본)

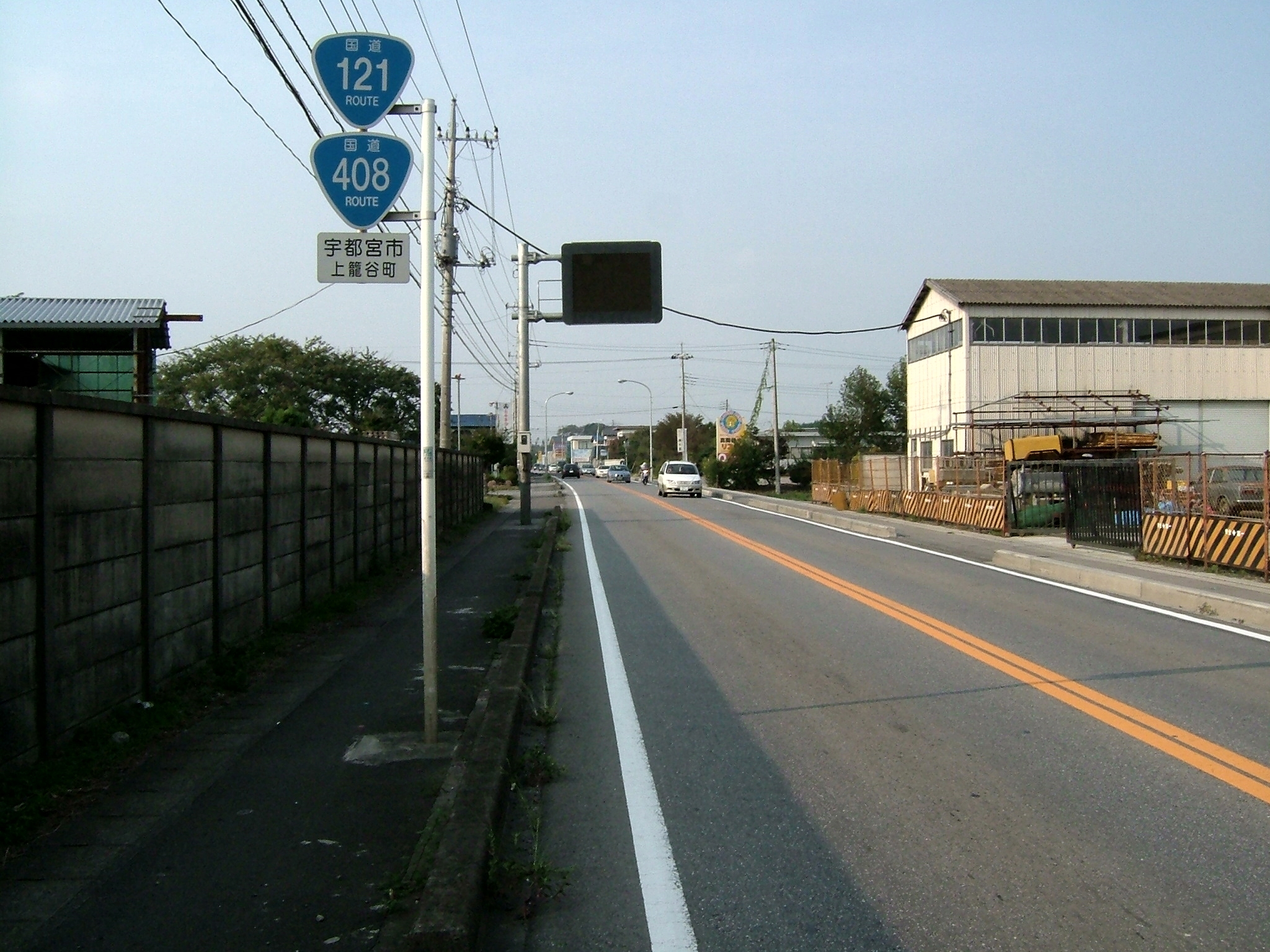
(가미코모리야마치, 2004년 9월 촬영)
121, 408번 국도의 중복 구간

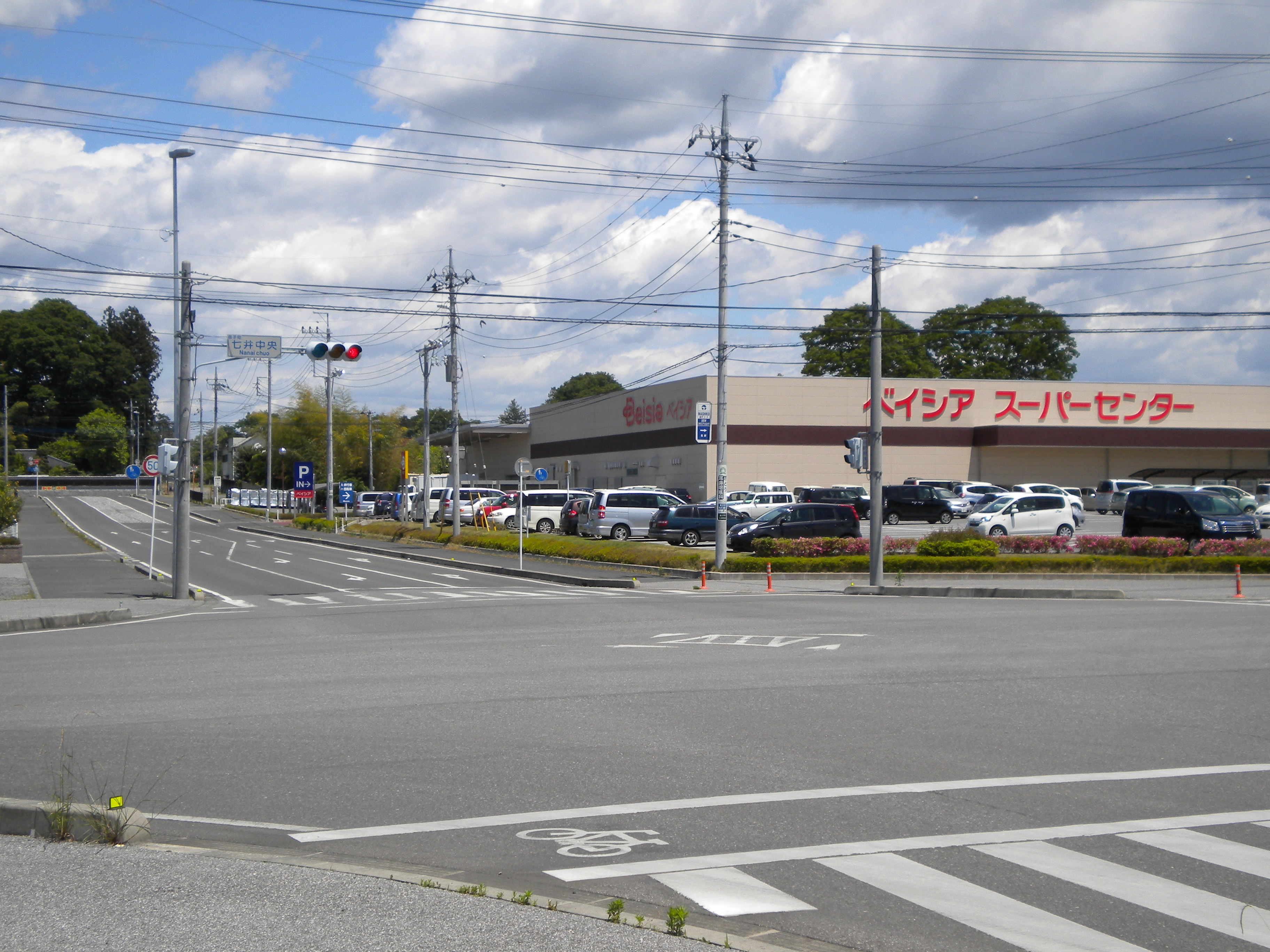
(도치기현 마시코정 나나이추오 교차로, 2014년 5월 촬영)
종점인 나나이추오 교차로 일대. 바로 건너편 앞의 도로는 국도 제121, 294호선과의 중용 구간이고, 왼쪽은 123번 국도의 단독이며, 오른쪽은 123·294번 국도의 중용 구간으로 각각 구성되어 있다.

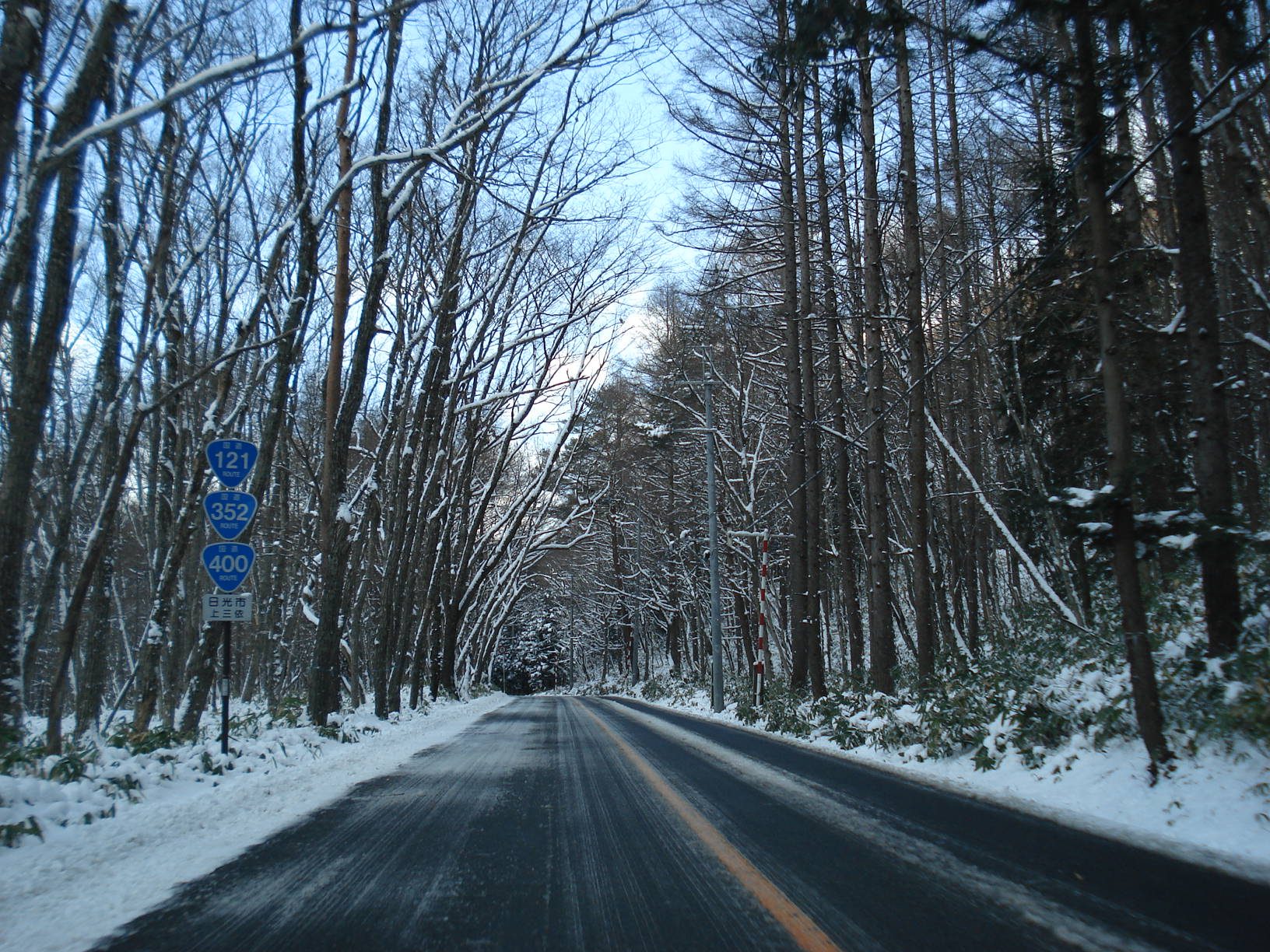
(도치기현 닛코시 가미미요리, 2007년 12월 촬영)
해당 도로는 352·400번 국도와 중첩되어 있는 것으로 보인다.

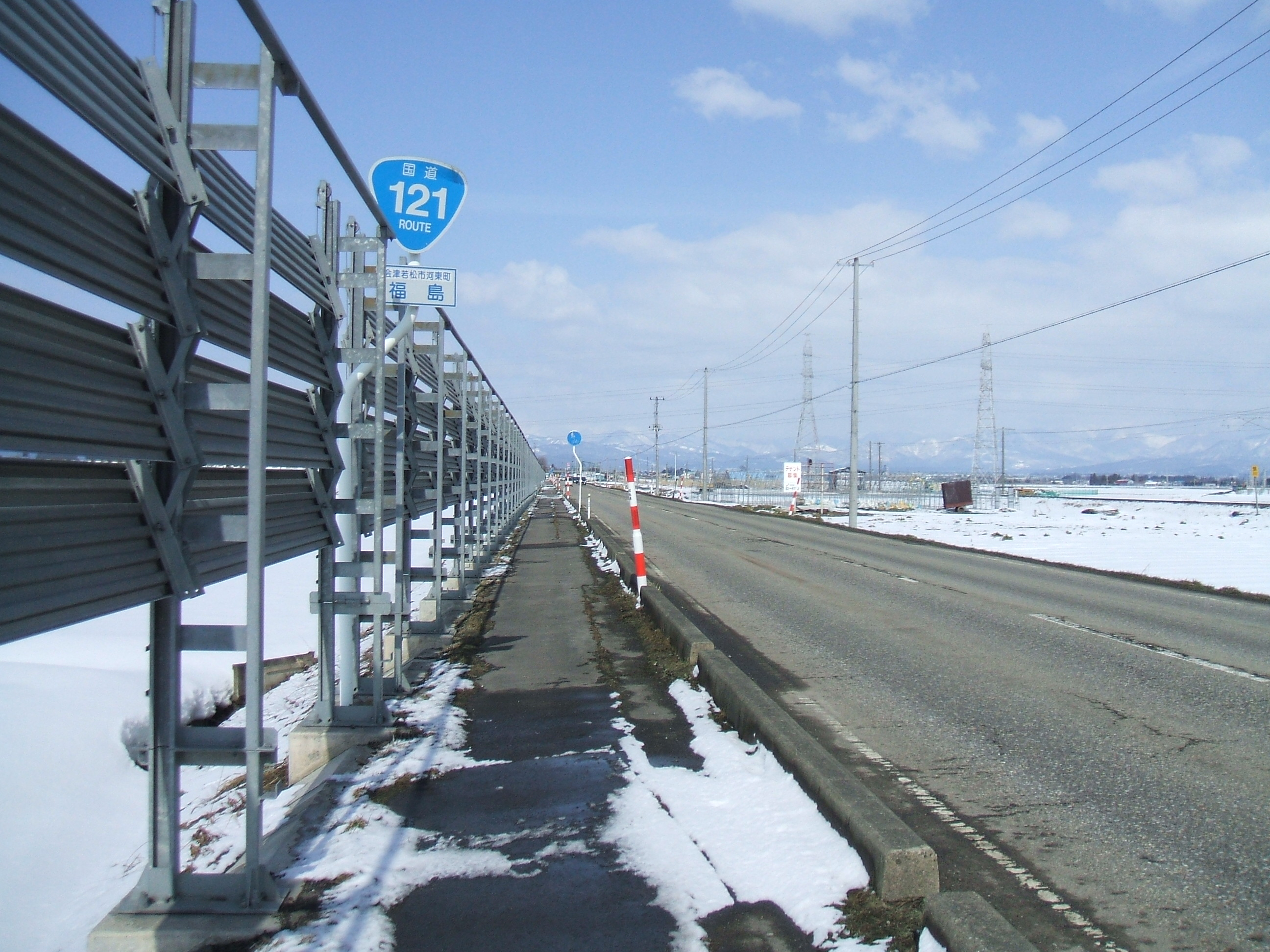
후쿠시마현의 가와누마군의 옛 가와히가시정 후쿠시마 일대, 2010년 2월 촬영
아이즈 분지의 가운데를 경유한다.

일본 121번 국도(일본어: 国道121号→국도 121호)는 야마가타현 요네자와시 구보타마치에서 후쿠시마현을 거쳐 도치기현 하가군 마시코정까지 이어주는 총연장 284.1 km의 거리를 가진 일본의 일반 국도이다.

## 노선 정보
일반 국도의 노선을 지정하고 있는 정령에 의거한 기종점 및 경유지는 다음과 같다.
- 기점 : 요네자와시 (구보타마치 구보타, 신호가 없는 교차로 = 국도 제13호선과의 교점)
- 종점 : 도치기현 하가군 마시코정 (나나이주오(일본어판) 교차로 = 국도 제123호선과의 교점)
- 중요한 경과지 : 기타카타시, 아이즈와카마쓰시, 후쿠시마현 미나미아이즈군 시모고정, 같은 군 다지마정 (후쿠시마현)[1], 도치기현 시오야군 후지하라정[2], 이마이치시[3], 가누마시, 우쓰노미야시, 모카시
- 총 연장 : 284.1 km[4]
- 중용 연장 : 26.3 km[5]
- 실제 연장 : 257.7 km[6]
  - 현도 : 220.1 km[7]
  - 구도 : 11.2 km[8]
  - 신도 : 26.4 km[9]
- 지정 구간 : 국도 제49호선과의 중복 구간을 포함한 구간만 지정된 상태.

## 역사
- 1953년 5월 18일 : 2급 국도 제121호 우쓰노미야-요네자와 선으로 지정 시행. 당시 행정구역을 기준으로 우쓰노미야시 - 요네자와시 구간이다.
- 1965년 4월 1일 : 1, 2급의 구분을 모조리 지우고 일반 국도 제121호선으로 전환.
- 1972년 10월 : 기누가와 유료 도로가 공식적으로 개통.

## 지리

### 통과하는 지자체
- 야마가타현
  - 요네자와시
- 후쿠시마현
  - 기타카타시 - 가와누마군 유가와촌 - 아이즈와카마쓰시 - 미나미아이즈군 시모고정 - 미나미아이즈군 미나미아이즈정
- 도치기현
  - 닛코시 - 가누마시 - 시모쓰가군 미부정 - 우쓰노미야시 - 모카시 - 하가군 마시코정

### 통과하는 도로
고속도로
- 도호쿠 주오 자동차도
- 반에쓰 자동차도
- 닛코-우쓰노미야 도로(일본어판, 중국어판)
- 도호쿠 자동차도

국도
- 국도 제13호선
- 국도 제287호선 (일본)(일본어판)
- 국도 제459호선 (일본)(일본어판)
- 국도 제252호선 (일본)(일본어판)
- 국도 제401호선 (일본)(일본어판)
- 국도 제118호선 (일본)(일본어판)
- 국도 제289호선 (일본)(일본어판)
- 국도 제352호선 (일본)(일본어판)
- 국도 제400호선 (일본)(일본어판)
- 국도 제461호선 (일본)(일본어판)
- 국도 제119호선 (일본)(일본어판)
- 국도 제293호선 (일본)(일본어판)
- 국도 제4호선
  - 신 4호 국도(일본어판)
- 국도 제408호선 (일본)(일본어판)
- 국도 제294호선 (일본)(일본어판)
- 국도 제123호선

고개
- 오 고개(일본어판) (해발 1,156m)
- 산노 고개(일본어판) (해발 906m)